# Schulfernsehen
Das Schulfernsehen in der Bundesrepublik Deutschland wurde im Zuge der Diskussion um das durch Georg Picht eingebrachte Schlagwort Bildungskatastrophe entwickelt. Den Lehrern sollte neben dem klassischen Lehrbuch ein zeitgemäßes Medium für den Einsatz im Schulunterricht zur Verfügung stehen. Der Bayerische Rundfunk startete Ende 1964, der WDR als zweite Sendeanstalt 1969, alle weiteren Landessender folgten, bis 1972 Schulfernsehen schließlich flächendeckend zur Verfügung stand.
In Österreich begannen die Schulfernsehausstrahlungen im ORF im September 1964. Eingestellt wurde die Ausstrahlung des Schulfernsehens im Zuge der Programmreform Ende der 1990er Jahre.
In der Schweiz wird durch das Schweizer Radio und Fernsehen seit 1964 ein regelmäßiges Angebot für Schulen ausgestrahlt. Heute sind die Beiträge jederzeit auf der Internetpräsenz des Schulfernsehens mySchool abrufbar. Eine Leistungsvereinbarung mit der Deutschschweizer Erziehungsdirektoren-Konferenz sowie dem Staatssekretariat für Bildung, Forschung und Innovation (SBFI) regelt die Zusammenarbeit der Rundfunkanstalt mit den Schulgremien. Bund und Kantone beteiligen sich zu einem Drittel am Aufwand für das Schulfernsehen.

## Geschichte
Bestrebungen, das Medium Fernsehen für die Belange des Schulunterrichts zu nutzen, entstanden Ende der 1940er Jahre in den USA. Im Jahr 1953 startete beim Sender KUTH, jetzt HoustonPBS, das erste regelmäßige Schulfernsehprogramm. Parallel mit dem Sendestart des japanischen Fernsehens NHK 1953 startete auch dort das Schulfernsehen, das bis heute ein integraler Bestandteil im Lehrplan an japanischen Schulen ist. In Europa startete Frankreich 1949 mit Radio Television Scolaire (RTS) die ersten Sendungen, die 1952 auf die Zielgruppe mittlere und höhere Schulformen ausgeweitet wurden. Die BBC begann im Herbst 1957 mit nachmittäglichen Sendungen, drei Jahre später starteten die Vormittagsausstrahlungen. Der Programmmantel der BBC nennt sich BBC Schools.
Zu Beginn des Schulfernsehens glichen die Sendungen sehr stark abgefilmtem Unterricht; gleichsam unter dem Motto „Ich bin der Lehrer auf dem Bildschirm...“.
Seit den 1980er-Jahren wird diese Form der Wissensvermittlung im Fernsehen nicht mehr eingesetzt. Schulfernsehen versteht sich als Partner und nicht als Ersatz des Lehrers. Das Gesicht der Schulfernsehsendungen hat sich daher auch von moderierten Studiosendungen hin zu Features und Dokumentationen gewandelt.
Bei der Erstellung der Sendungen wird darauf geachtet, dass die Inhalte eine leichte Integration in das Curriculum des Schulunterrichts erlauben.
Viele Sendungen sind fächerverbindend konzipiert, so dass ein Einsatz im Fächerverbund möglich ist.
Mitte der 1990er-Jahre brachten die „neuen Medien“ große Veränderungen für die Schule. Der Computer hielt Einzug in die Gesellschaft und stand bald auch im Klassenzimmer. Auf diese Entwicklung reagierte das Schulfernsehen, die Unterrichtsmittel selbst wurden multimedial; das klassische Schulfernsehangebot wurde um die Elemente Internetangebot und CD-ROMs sowie DVD erweitert.
Schulfernsehen gab es auch in der DDR. Seit den 1970er Jahren sendete der DFF Schulfernsehsendungen. Die Sendungen waren den Lehrplänen der Polytechnischen Oberschulen angepasst, die Unterrichtsabläufe (wie zum Beispiel zeitliche Eintaktung) dem Fernsehprogramm. Als Fächer fanden ESP, Englisch (mit der Sendung English for you), Geographie, Geschichte, Heimatkunde, Literatur, Physik, Staatsbürgerkunde und Russisch Berücksichtigung. Zusätzlich gab es Lehrer-Information, die zusätzliche Informationen zu den entsprechenden Sendungen vermittelten. Die Reihen liefen dabei zum Teil sehr lange und wurden jährlich wiederholt, English for you umfasste 52 Folgen und wurde von 1966 bis 1987 gesendet.

## Situation in Deutschland

### Rechtliches
Schulfernsehen und Schulfunk (Hörfunksendungen) haben in Bezug auf den Urheberrechtsschutz eine Sonderstellung. Gemäß dem deutschen Urheberrecht §47 ist die Aufzeichnung von Hörfunk- und Fernsehsendungen sowie Vervielfältigung mit dem Ziel der Nutzung und Aufführung im Unterricht zulässig. Voraussetzung dafür ist, dass die Sendungen als „Schulfernsehen“ bzw. „Schulfunk“ im Sendeablauf deklariert sind. Aufgezeichnete Sendungen dürfen bis zum Ende des auf die Ausstrahlung folgenden Schuljahres verwendet werden.
Paragraph 47 ist auch die Rechtsgrundlage dafür, dass Schulfernsehsendungen von Landesmedienzentren aufgezeichnet und für Schulen vorgehalten werden können.

### Sendungen
Im Rahmen von Planet Schule des SWR Fernsehens und WDR Fernsehens werden Sendungen zu allen Schulfächern angeboten. Der Bayerische Rundfunk strahlt Sendungen sowohl über das Bayerische Fernsehen als auch über ARD alpha aus.
Um ein breites Angebot bieten zu können, tauschen die schulfernsehproduzierenden ARD-Anstalten untereinander Eigen- und Fremdproduktionen aus. Schulfernsehsendungen sind u. a.:
- Meilensteine der Naturwissenschaft und Technik
- Extr@
- Wizadora
- America – The Freedom to Be
- Planète Némo
- Les années lycée

Angesichts zahlreicher Schulschließungen aufgrund der COVID-19-Pandemie in Deutschland startete der Bayerische Rundfunk gemeinsam mit dem bayerischen Kultusministerium das Programm „Schule daheim“. Das ab dem 16. März 2020 montags bis freitags um 9:00 Uhr beginnende dreistündige Programm wird auch in der Mediathek zur Verfügung stehen. Es soll alle Jahrgangsstufen der weiterführenden Schulen abdecken und täglich jede Fächergruppe (MINT, Geisteswissenschaften, Sprachen) berücksichtigen. Ergänzt wird das Programm durch zusätzliche Materialien auf dem Infoportal Mebis.
Der WDR kündigte an, sein Format „Sendung mit der Maus“, die normalerweise wöchentlich ausgestrahlt wird, ab dem 18. März 2020 täglich zu senden und sie auch in der Mediathek zur Verfügung zu stellen. Außerdem kündigten WDR und SWR an, mit „Planet Schule“ „umfassende Informationen im Internet zu lehrplanrelevanten Themen“ anzubieten.

### Abgrenzung
Das beim Bayerischen Rundfunk ausgestrahlte Bildungsfernsehen Telekolleg wird oftmals mit dem Schulfernsehen verwechselt.
Im Gegensatz zum Schulfernsehen vermittelt das Telekolleg in Verbindung mit Präsenzunterricht an Volkshochschulen oder Fachoberschulen den formalen Bildungsabschluss „Fachhochschulreife“.

### Schriftliche Begleitinformationen
Zu verschiedenen Sendungen wurde auch schriftliches Begleitmaterial herausgegeben.
- Annegret Ehmann, Horst Neumann: Die Grunewald-Rampe : die Deportation der Berliner Juden,  Hrsg. Zentrum für Audio-Visuelle Medien, Landesbildstelle Berlin, Begleitmaterial zum Schulfernsehen, Verlag Edition Colloquium, Berlin 1993, ISBN 978-3-89166-160-4.

## Situation in Österreich
Angesichts der Schulschließungen im Zuge der COVID-19-Pandemie in Österreich richtete der öffentlich-rechtliche Rundfunk ORF zum 18. März 2020 ein Schulfernsehen mit dem Titel „Freistunde“ ein. Ab 9:00 Uhr wird ein dreistündiges Programm für Kinder ab zehn Jahren und Jugendliche ausgestrahlt, das in großen Teilen auf bestehende Inhalte zurückgreift. Unterrichtsmaterialien sollen in der „Eduthek“ online abrufbar sein.